# Litoria obtusirostris
Litoria obtusirostris és una espècie de granota del gènere Litoria de la família Hylidae. Originària d'Indonèsia.